# Justin Merlino
Justin Merlino (ur. 24 października 1985 lub 10 grudnia 1986) – australijski lekkoatleta, specjalizujący się w biegu na 110 metrów przez płotki.

## Osiągnięcia
- 8. miejsce podczas Uniwersjady (Bangkok 2007)
- 6. lokata na Uniwersjadzie (Belgrad 2009)
- wielokrotny mistrz Australii w różnych kategoriach wiekowych, w tym w kategorii seniorów

## Rekordy życiowe
- bieg na 110 m przez płotki – 13,55 (2007)
- bieg na 200 m przez płotki – 23,62 (2010)